# Мауританија на Светском првенству у атлетици у дворани 2012.
Мауританија је четврти пут учествовала на Светском првенству у атлетици у дворани 2012. одржаном у Истанбулу од 9. до 11. марта. Репрезентацију Мауританије представљао је један такмичар, који је се такмичио у трци на 1.500 метара.
Мауританија није освојила ниједну медаљу али је њен такмичар постигао национални рекорд.

## Учесници
Мушкарци:
- Абдулахи Шејх — 1.500 м

## Резултати

### Мушкарци
| Атлетичар     | Дисциплина | Лични рекорд | Полуфинале | Полуфинале  | Финале               | Финале  | Детаљи |
| Атлетичар     | Дисциплина | Лични рекорд | Резултат   | Место       | Резултат             | Место   | Детаљи |
| ------------- | ---------- | ------------ | ---------- | ----------- | -------------------- | ------- | ------ |
| Абдулахи Шејх | 1.500 м    |              | 4:47,24 НР | 12. у гр. 1 | Није се квалификовао | 23 / 23 |        |